# María Shcherbachenko
María Zajárovna Shcherbachenko (en ucraniano: Марі́я Заха́рівна Щербаче́нко, en ruso: Мари́я Заха́ровна Щербаче́нко; Yefremovka, RSS de Ucrania, 14 de febrero de 1922 – Kiev, Ucrania, 23 de noviembre de 2016) fue una médica militar soviética que combatió integrada en las filas del Ejército Rojo durante la Segunda Guerra Mundial. El 23 de agosto de 1943, recibió el título de Héroe de la Unión Soviética por ser uno de los primeros trece soldados en cruzar el Dniéper.

## Biografía

### Infancia y juventud
María Shcherbachenko nació el 14 de febrero de 1922 en la pequeña localidad rural de Yefremovka (Yefremivka) en la gobernación de Járkov de la RSS de Ucrania, en el seno de una familia de campesinos ucranianos. A la edad de diez años, perdió a sus padres por lo que la crio su hermano mayor, Andréi. Después de graduarse en la escuela secundaria local, trabajó como asistente de contabilidad en una granja colectiva en su pueblo.

### Segunda Guerra Mundial
María Shcherbachenko se escondió durante la ocupación alemana de su aldea para evitar ser deportada y obligada a realizar trabajos forzados. Las tropas soviéticas expulsaron a las fuerzas alemanas de Yefremovka en febrero de 1943, después de lo cual trabajó en la construcción de estructuras defensivas en el río Donets hasta que en marzo se unió al Ejército Rojo. Después de completar los cursos de enfermería en la Escuela de Medicina de Samarcanda, en junio de 1943 fue enviada al frente como parte del 835.° Regimiento de Fusileros de la 237.° División de Fusileros en julio de 1943.
El 24 de septiembre de 1943, fue uno de los primeros trece soldados en llegar a la orilla derecha del río Dniéper, bajo un intenso fuego enemigo en el pueblo de Grebeni, en el oblast de Kiev. A lo largo de diez días de intensos combates rescató a 112 soldados heridos del campo de batalla, les brindó primeros auxilios y los transportó al otro lado del río hasta un centro médico. Al comienzo de la ofensiva, operó una ametralladora en la batalla. El 23 de octubre de 1943 recibió el título de Héroe de la Unión Soviética por decreto del Presídium del Sóviet Supremo de la Unión Soviética por sus acciones en la batalla del Dniéper. Después de recibir el título, continuó sirviendo en el frente hasta que fue llamada del frente en mayo de 1944 para dar un discurso en el tercer Rally Antifascista Juvenil en Moscú. Después de hablar en la manifestación, la enviaron a estudiar a la Escuela de Medicina Militar de Járkov, que había sido reubicada en Asjabad en la RSS de Turkmenistán debido a la guerra; sin embargo, no se graduó de la escuela.

### Posguerra
Después de la guerra, dejó el ejército. Luego se graduó de la Facultad de Derecho de Taskent y trabajó como abogada en Kiev. Por su dedicación al rescate de los heridos en la batalla, la Cruz Roja Internacional le otorgó la Medalla Florence Nightingale en 1973. Murió en Kiev el 23 de noviembre de 2016 a la edad de 94 años y fue enterrada en el cementerio militar Lukyanivske.

## Condecoraciones
A lo largo de su vida María Shcherbachenko recibió las siguientes condecoracionesː
- Héroe de la Unión Soviética (23 de octubre de 1943)
- Orden de Lenin (23 de octubre de 1943)
- Orden de la Guerra Patria de 1.er grado (11 de marzo de 1985)
- Medalla al Valor (9 de octubre de 1943)
- Medalla Florence Nightingale (12 de mayo de 1971)
- Orden al Mérito (2.do grado - 5 de marzo de 1997; 3.er  grado- 6 de octubre de 1994)
- Orden de Bohdán Jmelnitski de 3.er grado (14 de octubre de 1999)
- Medalla Conmemorativa del 20.º Aniversario de la Victoria en la Gran Guerra Patria de 1941-1945
- Medalla Conmemorativa del 30.º Aniversario de la Victoria en la Gran Guerra Patria de 1941-1945
- Medalla Conmemorativa del 40.º Aniversario de la Victoria en la Gran Guerra Patria de 1941-1945
- Medalla Conmemorativa del 50.º Aniversario de la Victoria en la Gran Guerra Patria de 1941-1945
- Medalla Conmemorativa del 60.º Aniversario de la Victoria en la Gran Guerra Patria de 1941-1945
- Medalla de Zhúkov
- Medalla del 50.º Aniversario de las Fuerzas Armadas de la URSS
- Medalla del 60.º Aniversario de las Fuerzas Armadas de la URSS
- Medalla del 70.º Aniversario de las Fuerzas Armadas de la URSS
- Medalla Conmemorativa del 1500.º Aniversario de Kiev